# Maria Pobożniak
Maria Małgorzata Pobożniak – polska rolnik, ogrodnik, doktor habilitowany nauk rolniczych, profesor na Uniwersytecie Rolniczym im. Hugona Kołłątaja w Krakowie, specjalistka od entomologii oraz ochrony roślin.

## Kariera naukowa
W 1992 rokun a Uniwersytecie Rolniczym im. Hugona Kołłątaja w Krakowie uzyskała tytuł magistra inżyniera. W tym samym roku został zatrudniony na tejże uczelni, a w 2002 roku na jej Wydziale Biotechnologii i Ogrodnictwa uzyskała stopień doktora nauk rolniczych w zakresie ogrodnictwa na podstawie rozprawy pt. Wpływ zachwaszczenia buraka ćwikłowego na występowanie Aphis fabae Scop. i jej wrogów naturalnych z rodziny Syrphidae, której promotorem był Andrzej Wnuk. W 2014 roku ten sam wydział nadał jej stopień doktora habilitowanego nauk rolniczych w dyscyplinie ogrodnictwa na podstawie pracy pt. Skład gatunkowy, szkodliwość i wybrane aspekty występowania i żerowania wciornastków (Thysanoptera) na grochu (Pisum sativum L.).